# Korea Północna na Letnich Igrzyskach Olimpijskich 2016
Koreę Północną na Letnich Igrzyskach Olimpijskich 2016 w Rio de Janeiro reprezentowało trzydziestu jeden zawodników w dziewięciu dyscyplinach. Był to 10. start reprezentacji Korei Północnej na letnich igrzyskach olimpijskich.

## Zdobyte medale
| Medal  | Zawodnik      | Dyscyplina           | Konkurencja                     | Rezultat                                                                     | Data        | Źródło             |
| ------ | ------------- | -------------------- | ------------------------------- | ---------------------------------------------------------------------------- | ----------- | ------------------ |
| Złoto  | Rim Jong-sim  | Podnoszenie ciężarów | waga do 75 kg                   | 274 kg                                                                       | 12 sierpnia | [ 1 ] [ 2 ] [ 3 ]  |
| Złoto  | Ri Se-gwang   | Gimnastyka sportowa  | Skoki mężczyzn                  | 15,691 pkt                                                                   | 15 sierpnia | [ 4 ] [ 5 ] [ 6 ]  |
| Srebro | Om Yun-chol   | Podnoszenie ciężarów | waga do 56 kg                   | 303 kg                                                                       | 8 sierpnia  | [ 1 ] [ 7 ] [ 8 ]  |
| Srebro | Choe Hyo-sim  | Podnoszenie ciężarów | waga do 63 kg                   | 143 kg                                                                       | 9 sierpnia  | [ 1 ] [ 3 ] [ 9 ]  |
| Srebro | Kim Kuk-hyang | Podnoszenie ciężarów | waga ponad 75 kg                | 306 kg                                                                       | 14 sierpnia | [ 1 ] [ 3 ] [ 10 ] |
| Brąz   | Kim Song-guk  | Strzelectwo          | pistolet dowolny, 50 m mężczyzn | 172,8 pkt                                                                    | 10 sierpnia | [ 11 ] [ 12 ]      |
| Brąz   | Kim Song-i    | Tenis stołowy        | singiel kobiet                  | W pojedynku o brązowy medal pokonała reprezentantkę Japonii Ai Fukuharę 4:1. | 10 sierpnia | [ 13 ] [ 14 ]      |

## Skład reprezentacji

### Lekkoatletyka
| Zawodnik      | Konkurencja      | Finał    | Finał   |
| Zawodnik      | Konkurencja      | Rezultat | Pozycja |
| ------------- | ---------------- | -------- | ------- |
| Kim Kum-ok    | Maraton kobiet   | 2:38:24  | 49.     |
| Kim Hye-gyong | Maraton kobiet   | 2:28:36  | 11.     |
| Kim Hye-song  | Maraton kobiet   | 2:28:36  | 10.     |
| Pak Chol      | Maraton mężczyzn | 2:15:27  | 27.     |

### Judo
| Zawodnik      | Konkurencja     | 1/32             | 1/16              | 1/8                | Ćwierćfinały     | Półfinały        | Repesaż 1        | Repesaż 2        | Repesaż 3        | Finał            | Finał   |    |
| Zawodnik      | Konkurencja     | Przeciwnik Wynik | Przeciwnik Wynik  | Przeciwnik Wynik   | Przeciwnik Wynik | Przeciwnik Wynik | Przeciwnik Wynik | Przeciwnik Wynik | Przeciwnik Wynik | Przeciwnik Wynik | Pozycja |    |
| Kim Sol-mi    | -48 kg kobiet   | —                | Dołgowa L 000-010 | NQ                 | NQ               | NQ               | NQ               | NQ               | NQ               | NQ               | NQ      |    |
| Sol Kyong     | -78 kg kobiet   | —                | BYE               | Tcheuméo L 000-100 | NQ               | NQ               | NQ               | NQ               | NQ               | NQ               | NQ      | NQ |
| Hong Kuk-hyon | -73 kg mężczyzn | Duprat L 000-100 | NQ                | NQ                 | NQ               | NQ               | NQ               | NQ               | NQ               | NQ               | NQ      | NQ |

### Gimnastyka sportowa
| Zawodnik     | Konkurencja          | Eliminacje    | Eliminacje | Finał           | Finał         |
| Zawodnik     | Konkurencja          | Wynik         | Pozycja    | Wynik           | Pozycja       |
| ------------ | -------------------- | ------------- | ---------- | --------------- | ------------- |
| Hong Un-jong | Skok Ćwiczenia wolne | 15.683 12.533 | 2. 71.     | 14.900 -------- | 6. ---------- |
| Ri Se-gwang  | Skok                 | 15.433        | 1.         | 15.691          | złoto         |

### Łucznictwo
| Zawodnik   | Konkurencja          | Runda rankingowa | Runda rankingowa | 1/32             | 1/16             | 1/8              | Ćwierćfinały     | Półfinały        | Finał            | Finał   |
| Zawodnik   | Konkurencja          | Wynik            | Miejsce          | Przeciwnik Wynik | Przeciwnik Wynik | Przeciwnik Wynik | Przeciwnik Wynik | Przeciwnik Wynik | Przeciwnik Wynik | Pozycja |
| ---------- | -------------------- | ---------------- | ---------------- | ---------------- | ---------------- | ---------------- | ---------------- | ---------------- | ---------------- | ------- |
| Kang Un-ju | Indywidualnie kobiet | 643              | 15.              | Nikitin W 6-0    | Bjerendal W 6-2  | Chang H-j L 2-6  | NQ               | NQ               | NQ               | NQ      |

### Podnoszenie ciężarów
Mężczyźni
| Zawodnik        | Konkurencja | Rwanie | Rwanie  | Podrzut | Podrzut | Razem | Pozycja |
| Zawodnik        | Konkurencja | Wynik  | Pozycja | Wynik   | Pozycja | Razem | Pozycja |
| --------------- | ----------- | ------ | ------- | ------- | ------- | ----- | ------- |
| Om Yun-chol     | -56 kg      | 134    | 2.      | 169     | 2.      | 303   | srebro  |
| Kim Myong-hyok  | -69 kg      | 157    | 3.      | DNF     | DNF     | 157   | DNF     |
| Kwon Yong-gwang | -69 kg      | 137    | 16.     | 176     | 11.     | 313   | 14.     |
| Choe Jon-wi     | -77 kg      | 153    | 8.      | 190     | 8.      | 343   | 8.      |

Kobiety
| Zawodniczka   | Konkurencja | Rwanie | Rwanie  | Podrzut | Podrzut | Razem | Pozycja |
| Zawodniczka   | Konkurencja | Wynik  | Pozycja | Wynik   | Pozycja | Razem | Pozycja |
| ------------- | ----------- | ------ | ------- | ------- | ------- | ----- | ------- |
| Choe Hyo-sim  | -63 kg      | 105    | 3.      | 143     | 2.      | 248   | srebro  |
| Rim Jong-sim  | -75 kg      | 121    | 1.      | 153     | 1.      | 274   | złoto   |
| Kim Kuk-hyang | +75 kg      | 131    | 1.      | 175     | 2.      | 306   | srebro  |

### Skoki do wody
| Zawodnik                 | Konkurencja               | Eliminacje | Eliminacje | Półfinał | Półfinał | Finał  | Finał   |
| Zawodnik                 | Konkurencja               | Punkty     | Miejsce    | Punkty   | Miejsce  | Punkty | Miejsce |
| ------------------------ | ------------------------- | ---------- | ---------- | -------- | -------- | ------ | ------- |
| Kim Kuk-hyang            | wieża 10 m indywidualnie  | 263.20     | 25.        | NQ       | NQ       | NQ     | NQ      |
| Kim Un-hyang             | wieża 10 m indywidualnie  | 289.45     | 18.        | 343,70   | 5.       | 357,90 | 7.      |
| Kim Mi-rae Kim Kuk-hyang | wieża 10 m synchronicznie | —          | —          | —        | —        | 322,44 | 4.      |

### Strzelectwo
| Zawodniczka  | Konkurencja                          | Kwalifikacje | Kwalifikacje | Półfinał | Półfinał | Finał | Finał   |
| Zawodniczka  | Konkurencja                          | Wynik        | Pozycja      | Wynik    | Pozycja  | Wynik | Pozycja |
| ------------ | ------------------------------------ | ------------ | ------------ | -------- | -------- | ----- | ------- |
| Kim Jong-su  | pistolet pneumatyczny, 10 m mężczyzn | 575          | 27.          | —        | —        | NQ    | NQ      |
| Kim Jong-su  | pistolet dowolny, 50 m mężczyzn      | 548          | 24.          | —        | —        | NQ    | NQ      |
| Kim Song-guk | pistolet pneumatyczny, 10 m mężczyzn | 577          | 17.          | —        | —        | NQ    | NQ      |
| Kim Song-guk | pistolet dowolny, 50 m mężczyzn      | 557          | 5.           | —        | —        | 172,8 | brąz    |
| Jo Yong-suk  | pistolet pneumatyczny, 10 m kobiet   | 381          | 12.          | —        | —        | NQ    | NQ      |
| Jo Yong-suk  | pistolet sportowy, 25 m kobiet       | 582          | 6.           | 12       | 7.       | NQ    | NQ      |
| Pak Yong-hui | trap kobiet                          | 65           | 12.          | NQ       | NQ       | NQ    | NQ      |

### Tenis stołowy
| Zawodniczka                         | Konkurencja              | Eliminacje       | Runda 1          | Runda 2          | Runda 3              | 1/8 finału                                      | Ćwierćfinały                          | Półfinały        | Finał            | Finał   |
| Zawodniczka                         | Konkurencja              | Przeciwnik Wynik | Przeciwnik Wynik | Przeciwnik Wynik | Przeciwnik Wynik     | Przeciwnik Wynik                                | Przeciwnik Wynik                      | Przeciwnik Wynik | Przeciwnik Wynik | Pozycja |
| ----------------------------------- | ------------------------ | ---------------- | ---------------- | ---------------- | -------------------- | ----------------------------------------------- | ------------------------------------- | ---------------- | ---------------- | ------- |
| Kim Song-i                          | singel kobiet            | BYE              | BYE              | Grzybowska W 4-0 | Ishikawa W 4-3       | Chen S-Y W 4-2                                  | Yu W 4-2                              | Ding N L 1-4     | Fukuhara W 4-1   | brąz    |
| Ri Myong-sun                        | singel kobiet            | BYE              | BYE              | Lovas W 4-1      | Petrissa Solja W 4-0 | Fukuhara L 0-4                                  | NQ                                    | NQ               | NQ               | NQ      |
| Kim Song-i Ri Mi-gyong Ri Myong-sun | turniej drużynowy kobiet | —                | —                | —                | —                    | Australia · Tapper · Jian F L · Sally Z Z W 3-0 | Chiny · Ding N · Li Xx · Liu Sw L 0-3 | NQ               | NQ               | NQ      |

### Zapasy
| Zawodnik       | Konkurencja                       | Kwalifikacje      | 1/8              | Ćwierćfinał        | Półfinał         | Repesaż 1        | Repesaż 2        | Finał            | Finał   |
| Zawodnik       | Konkurencja                       | Przeciwnik Wynik  | Przeciwnik Wynik | Przeciwnik Wynik   | Przeciwnik Wynik | Przeciwnik Wynik | Przeciwnik Wynik | Przeciwnik Wynik | Pozycja |
| -------------- | --------------------------------- | ----------------- | ---------------- | ------------------ | ---------------- | ---------------- | ---------------- | ---------------- | ------- |
| Jong Hak-jin   | -57 kg mężczyzn (styl wolny)      | Higuchi P 1 – 4   | NQ               | NQ                 | NQ               | Łaczinow W 3 – 1 | Bonne P 1 – 4    | NQ               | 8.      |
| Yun Won-chol   | -59 kg mężczyzn (styl klasycznym) | BYE               | Mahmoud W 3 – 1  | Tasmuradow P 0 – 4 | NQ               | NQ               | NQ               | NQ               | 10.     |
| Kim Hyon-gyong | -48 kg kobiet                     | Dadaszewa P 1 – 3 | NQ               | NQ                 | NQ               | NQ               | NQ               | NQ               | 13.     |
| Jong Myong-suk | -53 kg kobiet                     | Gallays W 4 – 0   | Gŭn W 4 – 0      | Maroulis P 1 – 3   | NQ               | Bye              | Zhong P 1 – 3    | NQ               | 7.      |